# ナンブソウ属
ナンブソウ属（ナンブソウぞく、学名：Achlys、和名漢字表記：南部草属）はメギ科の属の一つ。

## 特徴
多年草。細い地下茎が横に這う。茎の基部にはふつう1個の根出葉と鱗片がある。根出葉は3出複葉で、長い葉柄の先につき、小葉に小葉柄はない。茎に葉はつけず、先端は穂状花序になる。花には萼片も花弁もない。雄蕊は9-15個あり、葯は外側を向く。雌蕊は1個で、基部に胚珠が1個ある。花後、果実は袋果となり、裂開する。

## 種
2種あり、北アメリカ西部と東アジアの温帯に1種ずつ隔離分布する。

### 日本に分布する種
- ナンブソウ Achlys japonica Maxim.[2] - 北海道、本州の東北地方、朝鮮半島北部に分布する[3]。

### その他の種
- Achlys triphylla DC.[4] - 北アメリカ大陸西部（アメリカ合衆国カリフォルニア州、オレゴン州、ワシントン州、カナダブリティッシュコロンビア州）に分布する[5]。

## 学名の由来
属名 Achlys は、ギリシャの暗い場所の女神の名前。この属の植物 A. triphylla が森蔭の暗い場所に生育することからいう。

## ギャラリー

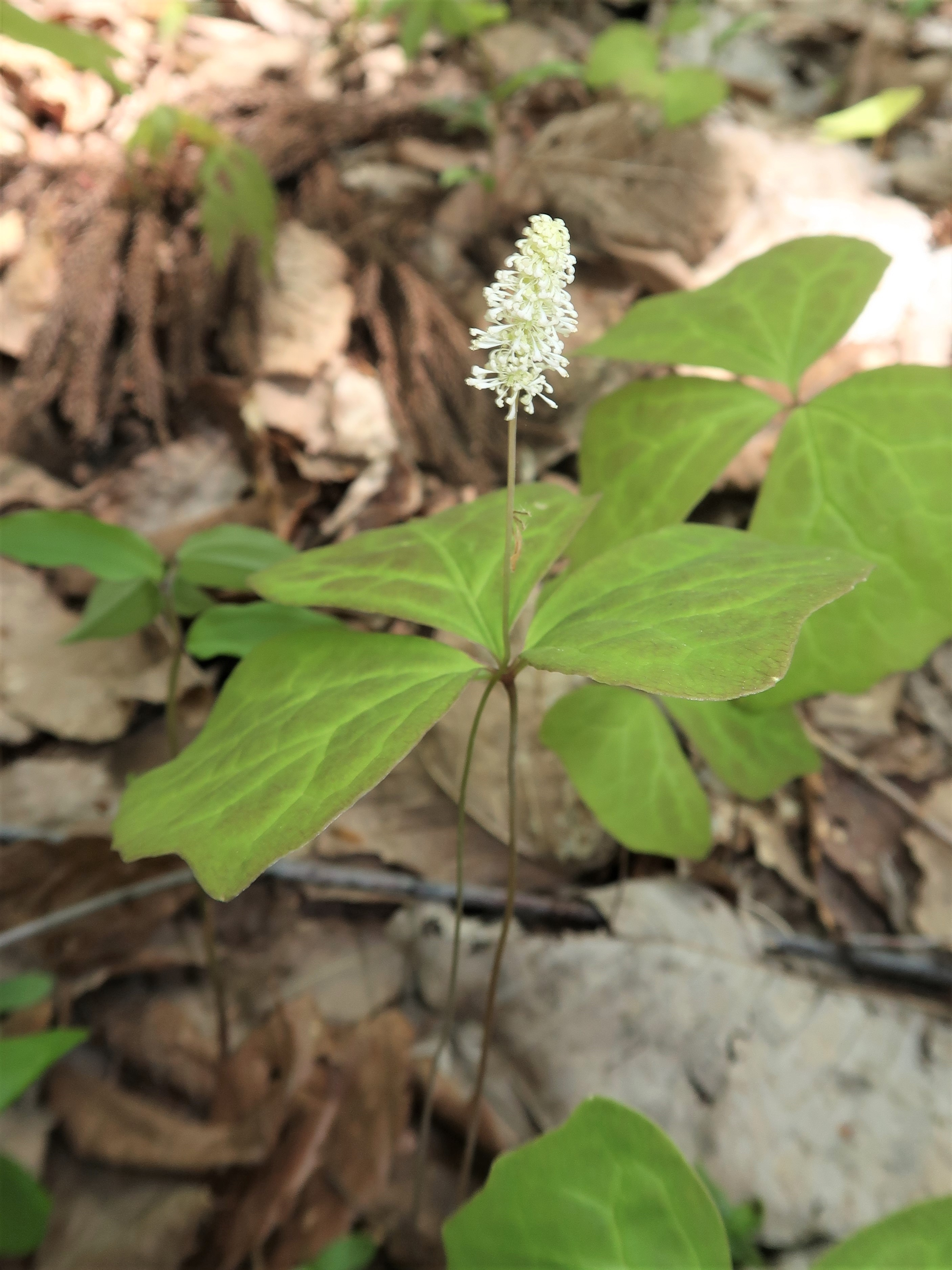
Achlys japonica ナンブソウ
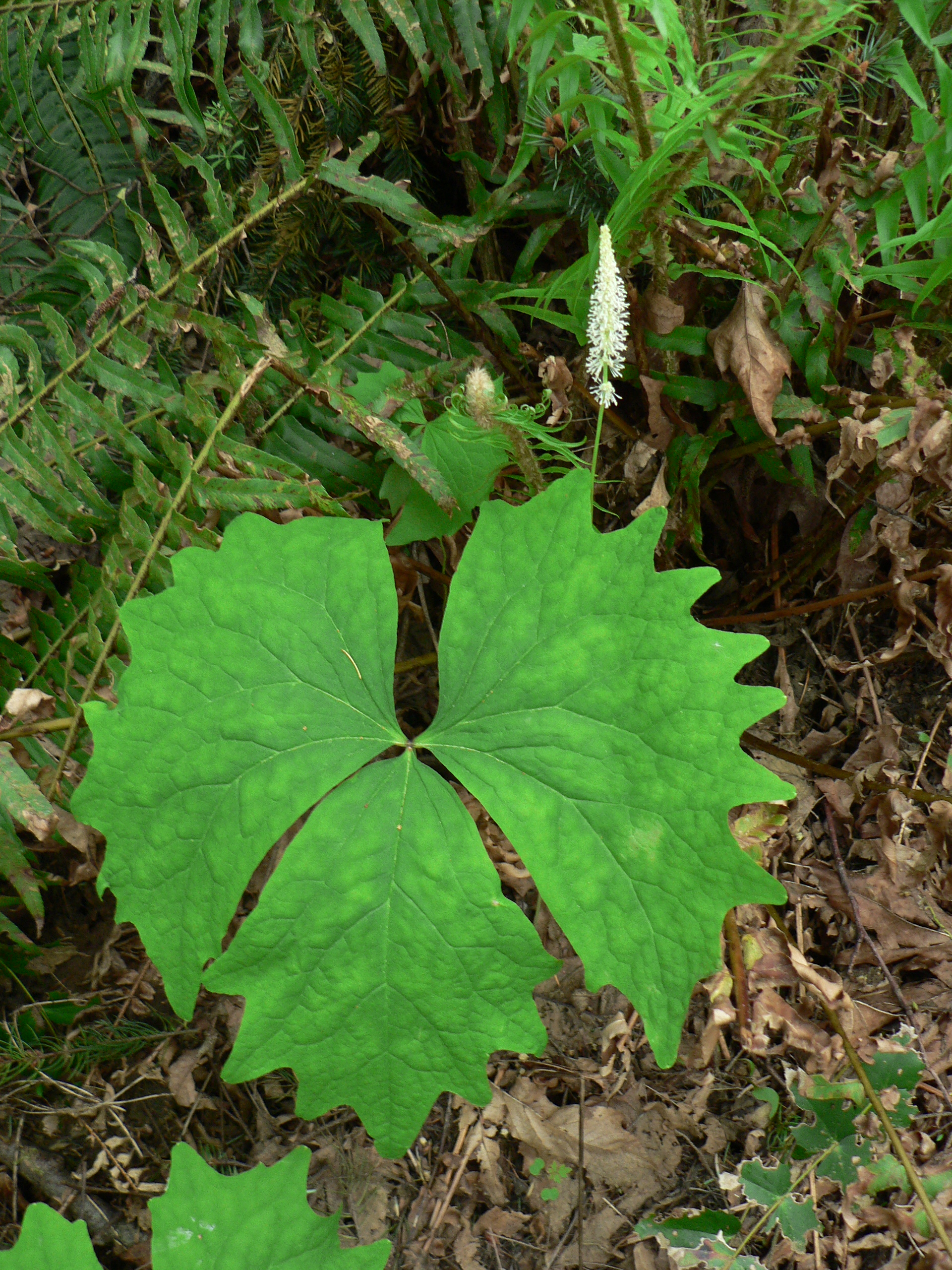
Achlys triphylla